# Sedentarisierung
Als Sedentarisierung (Sesshaftmachung, v. frz.: Sédentarité, Sesshaftigkeit) wird die Ansiedlung von Nomaden und die Umwandlung nomadischer und halbnomadischer Gesellschaften hin zur Sesshaftigkeit bezeichnet. Zumeist ist Sedentarisierung Teil einer gezielten Regierungspolitik. Dabei werden üblicherweise wirtschaftliche und oft agrarpolitische Ziele verfolgt, aber Sedentarisierung wurde historisch auch als Zwischenschritt zum Völkermord nomadischer und halbnomadischer Gruppen verwendet.

## Neuzeitliche Beispiele

### Kasachstan (Sowjetunion)
Ab den 1920er-Jahren trieb die Regierung der Sowjetunion in der Kasachischen ASSR (ab 1936: Kasachische SSR) einen Prozess der Sedentarisierung voran. Die Sedentarisierung Kasachstans und die damit verbundenen Konflikte zwischen Staatsmacht und den nomadischen kasachischen Viehzüchtern trug entscheidend zur Hungersnot in Kasachstan von 1930–33 bei.

### Mauretanien
In Mauretanien kam es wiederholt zu Projekten, die nomadische Bevölkerung der westlichen Sahara fest anzusiedeln.

### Roma (Österreich-Ungarn)
In Österreich-Ungarn kam es, besonders im Burgenland, zu Zwangsansiedlungen der Roma.

### Roma (Nazi-Deutschland)
Im Zuge des Porajmos, des Völkermords des NS-Staats an den Roma, wurden die halbnomadischen Elemente der Roma zunächst zwangsangesiedelt, um daraufhin ihre weitere Ermordung, insbesondere im Zigeunerlager Auschwitz, durchzusetzen.

### Somalia
In Somalia kam es seit der Unabhängigkeit zu Versuchen, die Nomaden und Halbnomaden des Landes stärker an bestimmte Regionen zu binden und damit ihre Sedentarisierung voranzutreiben.